# Hermann Schildberger
Hermann Schildberger (geboren  4. Oktober 1899 in Berlin; gestorben 24. September 1974 in Melbourne) war ein deutsch-australischer Dirigent, Chorleiter, Pianist, Organist, Musikschriftsteller, Klavierlehrer, Korrepetitor  und Komponist synagogaler Musik sowie Rechtsanwalt.

## Leben
Hermann Schildberger absolvierte in seiner Heimatstadt Berlin 1917 am Königstädtischen Gymnasium die Reifeprüfung. Nach einjährigem Militärdienst studierte er 1918–1920 Jura, Philosophie und Musikwissenschaften an den Universitäten Berlin, Frankfurt am Main, Würzburg und Greifswald. Im Oktober 1920 promovierte er in Greifswald mit einer Arbeit zum musikalischen Urheberrecht zum Dr. jur. Er setzte 1921–1923 seine musikalischen und juristischen Studien in Berlin fort. Zu seinen Lehrern an der Berliner Universität gehörten Max Friedländer, Georg Schünemann und Johannes Wolf. 
Im November 1922 bestand er die erste juristische Staatsprüfung und war danach als Referendar tätig. Von 1924 bis 1926 übernahm Schildberger eine Stelle als Musik- und Theaterkritiker bei der Zeitung Am Abend im oberschlesischen Gleiwitz und setzte danach in Berlin seine Tätigkeit als Referendar fort. 1927 berief ihn die Jüdische Reformgemeinde zu Berlin zum Chordirigenten. In ihrem Auftrag erstellte er 1928–1929 eine musikalische Liturgie der Reformgemeinde, die er, finanziert durch den Verleger Hans Lachmann-Mosse, mit prominenten Künstlern wie Joseph Schmidt und Paula Salomon-Lindberg auf ca. 150 Schallplatten in den Lindström-Studios aufnehmen ließ. Diese Aufnahmen führte Schildberger in mehreren deutschen Städten und 1930 bei einem internationalen Kongress in London vor. Nachdem er im Mai 1930 die zweite juristische Staatsprüfung absolviert hatte, wurde er 1932 Geschäftsführer und Syndikus des Preußischen Landesverbandes jüdischer Gemeinden sowie Kulturdezernent für die jüdischen Gemeinden in Preußen.
Als Jude wurde Hermann Schildberger im Juni 1933 die Zulassung als Rechtsanwalt entzogen. 1933 war er Mitbegründer und Vorstandsmitglied des Kulturbundes Deutscher Juden (später Jüdischer Kulturbund), dessen Musikabteilung er bis 1934 leitete. Ehrenamtlich stand er der Künstlerhilfe der jüdischen Gemeinde Berlin vor, für die er Kunstabende organisierte. Ab 1935 leitete er Orchester- und Chorkonzerte für die Jüdische Winterhilfe.
Im März 1939 emigrierte er mit Frau und Sohn nach England, wo ihm eine Stelle als Musikdirektor einer liberalen Synagoge in Australien angeboten wurde. Nach seiner Übersiedlung nach Melbourne übernahm Schildberger diese Stelle am Temple Beth Israel in St. Kilda, die er bis zu seinem Tod im Jahre 1974 bekleidete. Daneben begann er eine umfangreiche Dirigier- und Unterrichtstätigkeit und rief im Großraum Melbourne mehrere Chöre und Orchester ins Leben: 1940 das New Melbourne String Orchestra, 1943 die Brighton Philharmonic Society und 1944 die Camberwell Philharmonic Society. 1949 übernahm er die Leitung der National Theatre Opera School, eine Stellung, die er bis 1971 innehatte. Als Associate Conductor und Chorus Master der National Opera Melbourne dirigierte er regelmäßig Opernaufführungen. Von 1950 bis 1971 dirigierte er außerdem das State Service Concert Orchestra. Zu seinen spektakulärsten Konzerten gehörte im März 1958 die Aufführung der großen dramatischen Kantate Song of Hiawatha von Samuel Coleridge-Taylor mit mehreren Chören und dem Victorian State Orchestra.
Im Jahre 1992 veröffentlichte Alfred Fassbind, Kurator des „Joseph Schmidt Archivs“ in der Schweiz, eine Anthologie religiöser Gesänge und Arien, in der er einige der von Schildberger in Berlin produzierten Schallplatten benutzte. Er schrieb: „Diese Aufnahmen sind nicht nur den besten zuzurechnen, die uns der Sänger hinterlassen hat, sie zählen auch zu den größten Raritäten der Schallplattengeschichte überhaupt.“
1994 initiierte Rabbi John Levi, unterstützt von der Feher Jewish Music Center of Beth Hatefusoth die Restaurierung und (2005) Veröffentlichung der erhalten gebliebenen Schallplattenaufnahmen auf CD.
Für seine Verdienste um das australische Musikleben ernannte ihn die britische Königin Elizabeth II. 1970 zum Member of the British Empire.